# (34478) 2000 SR120
2000 SR120 (asteroide 34478) é um asteroide da cintura principal. Possui uma excentricidade de 0.02627180 e uma inclinação de 3.41088º.
Este asteroide foi descoberto no dia 24 de setembro de 2000 por LINEAR em Socorro.